# Toy
A Toy (héberül: טוי, magyarul: Játékszer) Netta Barzilai izraeli énekesnő dala, amellyel Izrael képviseletében megnyerte a 2018-as Eurovíziós Dalfesztivált Lisszabonban. A dal belső kiválasztás során nyerte el a dalversenyen való indulás jogát.

## Eurovíziós Dalfesztivál
2018. február 13-án az Izraeli Közszolgálati Televízió Rising Star című tehetségkutató műsorát az énekesnő nyerte, így ő képviselhette Izraelt a következő Eurovíziós Dalfesztiválon. A dal és a hozzá készült videóklip 2018. március 11-én jelent meg, ám egy nappal korábban kiszivárgott az interneten.
A dalt először a május 8-i első elődöntőben adta elő, fellépési sorrendben hetedikként a Litvániát képviselő Ieva Zasimauskaitė When We’re Old című dala után és a Fehéroroszországot képviselő Alekseev Forever című dala előtt. A dal első helyezettként továbbjutott az elődöntőből a május 12-i döntőbe, ahol fellépési sorrendben huszonkettedikként lépett fel, a Magyarországot képviselő AWS Viszlát nyár című dala után és a Hollandiát képviselő Waylon Outlaw in ’Em dala előtt. A szavazás során a zsűri szavazáson összesítésben harmadik helyen végzett 212 ponttal (Ausztriától, Csehországtól, Finnországtól, Franciaországtól és San Marinótól maximális pontot kapott), míg a nézői szavazáson első helyen végezett 317 ponttal (Ausztráliától, Azerbajdzsántól, Franciaországtól, Grúziától, Moldovától, San Marinótól, Spanyolországtól és Ukrajnától maximális pontot kapott), így összesítve 529 ponttal megnyerte a versenyt és megszerezte Izrael negyedik eurovíziós győzelmét, egyben a 2019-es Eurovíziós Dalfesztivál rendezési jogát is elnyerte.
A dal videóklipje decemberben elérte a százmilliós nézetsséget, ezzel a Toy lett az Eurovíziós csatorna legnézettebb videója.
A következő holland induló Kobi Marimi volt a Home című dalával a hazai rendezésű 2019-es Eurovíziós Dalfesztiválon, Tel-Avivban.
A következő győztes a Hollandiát képviselő Duncan Laurence Arcade című dala volt.

### Kapott pontok
Első elődöntő
| Szavazat | Össz | Szavazó országok | Szavazó országok | Szavazó országok | Szavazó országok | Szavazó országok | Szavazó országok | Szavazó országok | Szavazó országok | Szavazó országok | Szavazó országok | Szavazó országok | Szavazó országok | Szavazó országok | Szavazó országok | Szavazó országok | Szavazó országok | Szavazó országok | Szavazó országok | Szavazó országok | Szavazó országok | Szavazó országok   |
| Szavazat | Össz | Azerbajdzsán     | Izland           | Albánia          | Belgium          | Csehország       | Litvánia         | Fehéroroszország | Észtország       | Bulgária         | Macedónia        | Horvátország     | Ausztria         | Görögország      | Finnország       | Örményország     | Svájc            | Írország         | Ciprus           | Portugália       | Spanyolország    | Egyesült Királyság |
| -------- | ---- | ---------------- | ---------------- | ---------------- | ---------------- | ---------------- | ---------------- | ---------------- | ---------------- | ---------------- | ---------------- | ---------------- | ---------------- | ---------------- | ---------------- | ---------------- | ---------------- | ---------------- | ---------------- | ---------------- | ---------------- | ------------------ |
| Nézők    | 116  | 10               | 8                | 4                | 3                | 12               | 1                | 10               | 1                | 7                | 3                |                  | 6                | 2                | 10               | 4                | 8                | 5                | 8                | 2                | 7                | 5                  |
| Zsűri    | 167  | 4                | 10               | 10               | 7                | 12               | 7                | 6                |                  | 5                | 5                | 12               | 12               | 4                | 12               | 12               | 5                | 10               | 12               | 2                | 12               | 8                  |

Döntő
| Szavazat | Össz | Szavazó országok | Szavazó országok | Szavazó országok | Szavazó országok | Szavazó országok | Szavazó országok | Szavazó országok | Szavazó országok | Szavazó országok | Szavazó országok | Szavazó országok | Szavazó országok   | Szavazó országok | Szavazó országok | Szavazó országok | Szavazó országok | Szavazó országok | Szavazó országok | Szavazó országok | Szavazó országok | Szavazó országok | Szavazó országok | Szavazó országok | Szavazó országok | Szavazó országok | Szavazó országok | Szavazó országok | Szavazó országok | Szavazó országok | Szavazó országok | Szavazó országok | Szavazó országok | Szavazó országok | Szavazó országok | Szavazó országok | Szavazó országok | Szavazó országok | Szavazó országok | Szavazó országok | Szavazó országok | Szavazó országok | Szavazó országok |
| Szavazat | Össz | Ukrajna          | Azerbajdzsán     | Fehéroroszország | San Marino       | Hollandia        | Macedónia        | Málta            | Grúzia           | Spanyolország    | Ausztria         | Dánia            | Egyesült Királyság | Svédország       | Lettország       | Albánia          | Horvátország     | Írország         | Románia          | Csehország       | Izland           | Moldova          | Belgium          | Norvégia         | Franciaország    | Olaszország      | Ausztrália       | Észtország       | Szerbia          | Ciprus           | Örményország     | Bulgária         | Görögország      | Magyarország     | Montenegró       | Németország      | Finnország       | Oroszország      | Svájc            | Lengyelország    | Litvánia         | Szlovénia        | Portugália       |
| -------- | ---- | ---------------- | ---------------- | ---------------- | ---------------- | ---------------- | ---------------- | ---------------- | ---------------- | ---------------- | ---------------- | ---------------- | ------------------ | ---------------- | ---------------- | ---------------- | ---------------- | ---------------- | ---------------- | ---------------- | ---------------- | ---------------- | ---------------- | ---------------- | ---------------- | ---------------- | ---------------- | ---------------- | ---------------- | ---------------- | ---------------- | ---------------- | ---------------- | ---------------- | ---------------- | ---------------- | ---------------- | ---------------- | ---------------- | ---------------- | ---------------- | ---------------- | ---------------- |
| Nézők    | 317  | 12               | 12               | 8                | 12               | 10               | 3                | 8                | 12               | 12               | 7                |                  | 7                  | 10               | 8                | 1                | 6                | 6                | 8                | 10               | 7                | 12               | 10               | 7                | 12               | 7                | 12               |                  | 7                | 10               | 10               | 10               | 6                | 10               | 1                | 10               | 7                | 10               | 5                | 10               | 1                |                  | 1                |
| Zsűri    | 212  | 10               | 1                |                  | 12               | 5                | 1                | 6                | 3                | 10               | 12               | 3                | 10                 | 7                |                  | 5                | 10               | 7                |                  | 12               | 8                | 10               | 6                |                  | 12               | 2                | 6                |                  | 2                |                  | 8                | 4                | 4                | 6                |                  | 1                | 12               | 8                | 1                |                  | 6                | 1                | 1                |

## Galéria

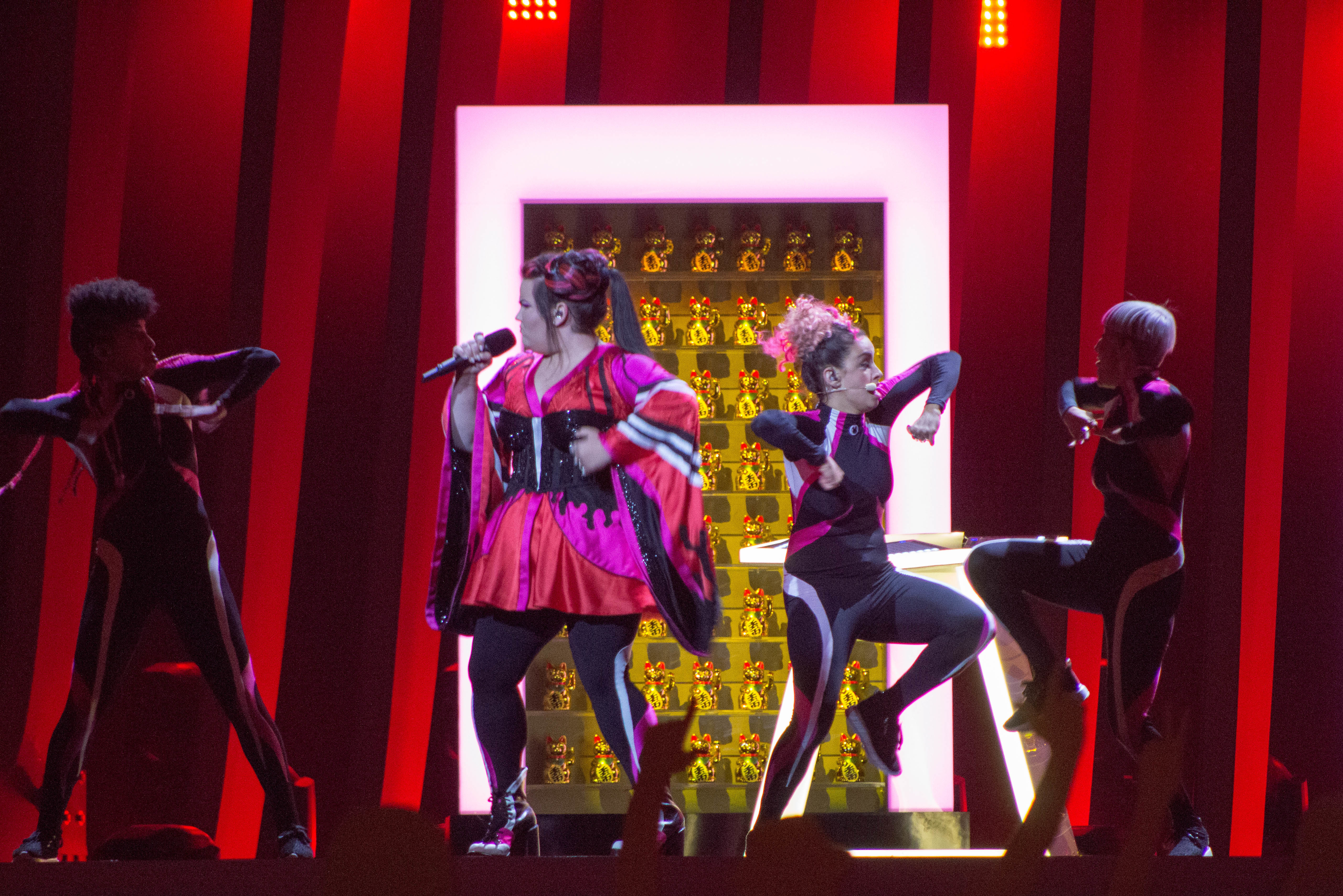
Az első próbán
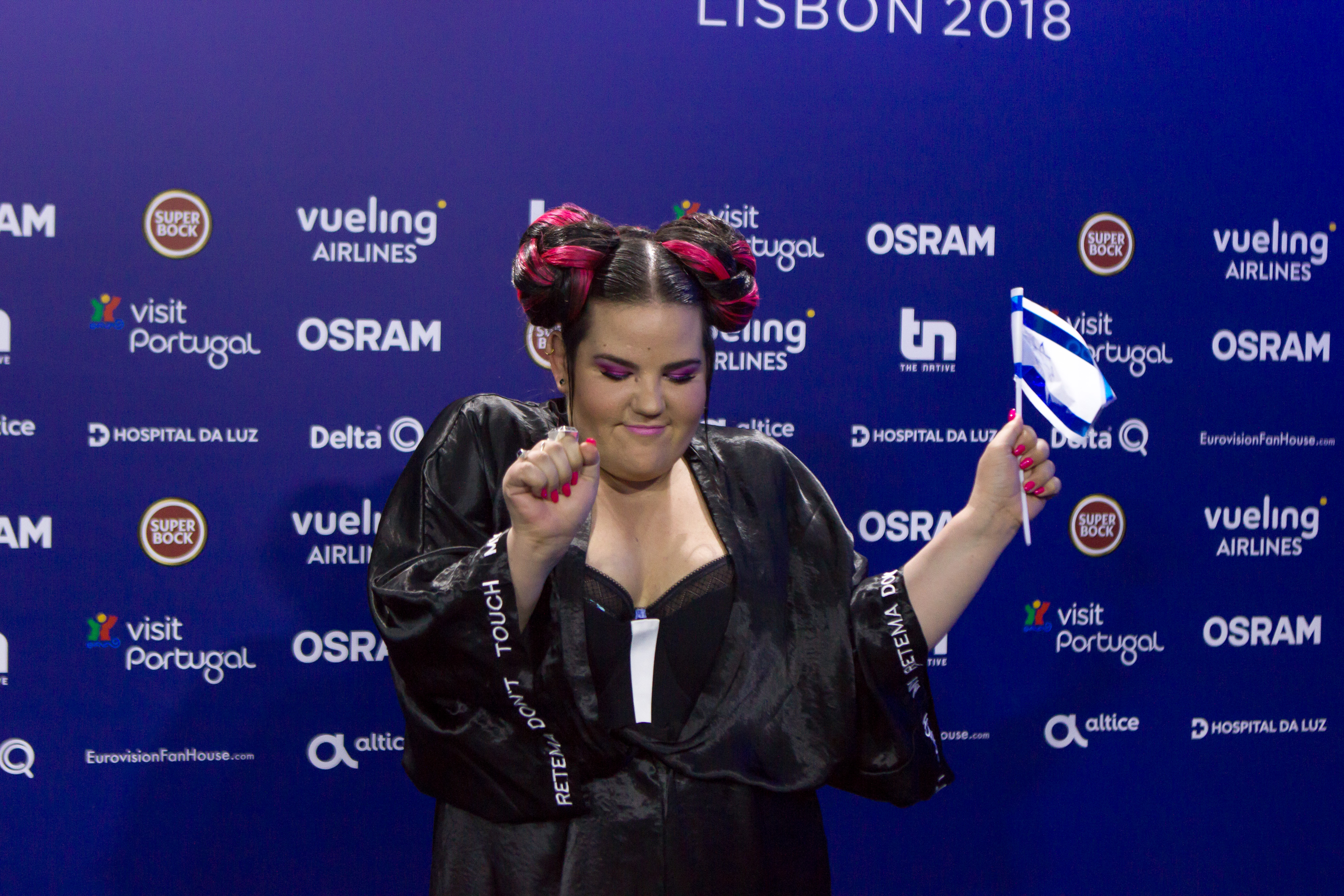
Az első próba utáni sajtótájékoztatón
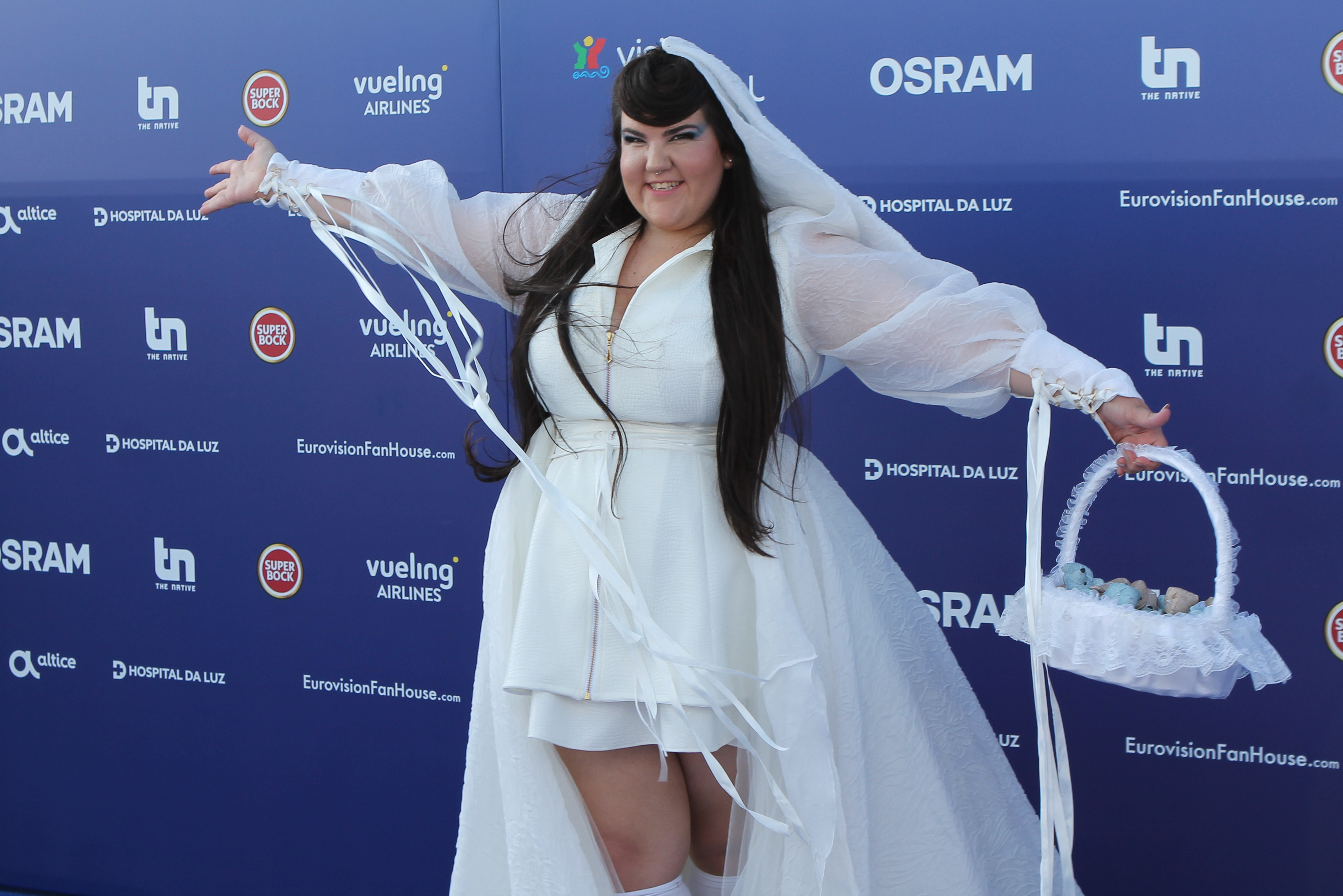
A megnyitóünnepségen
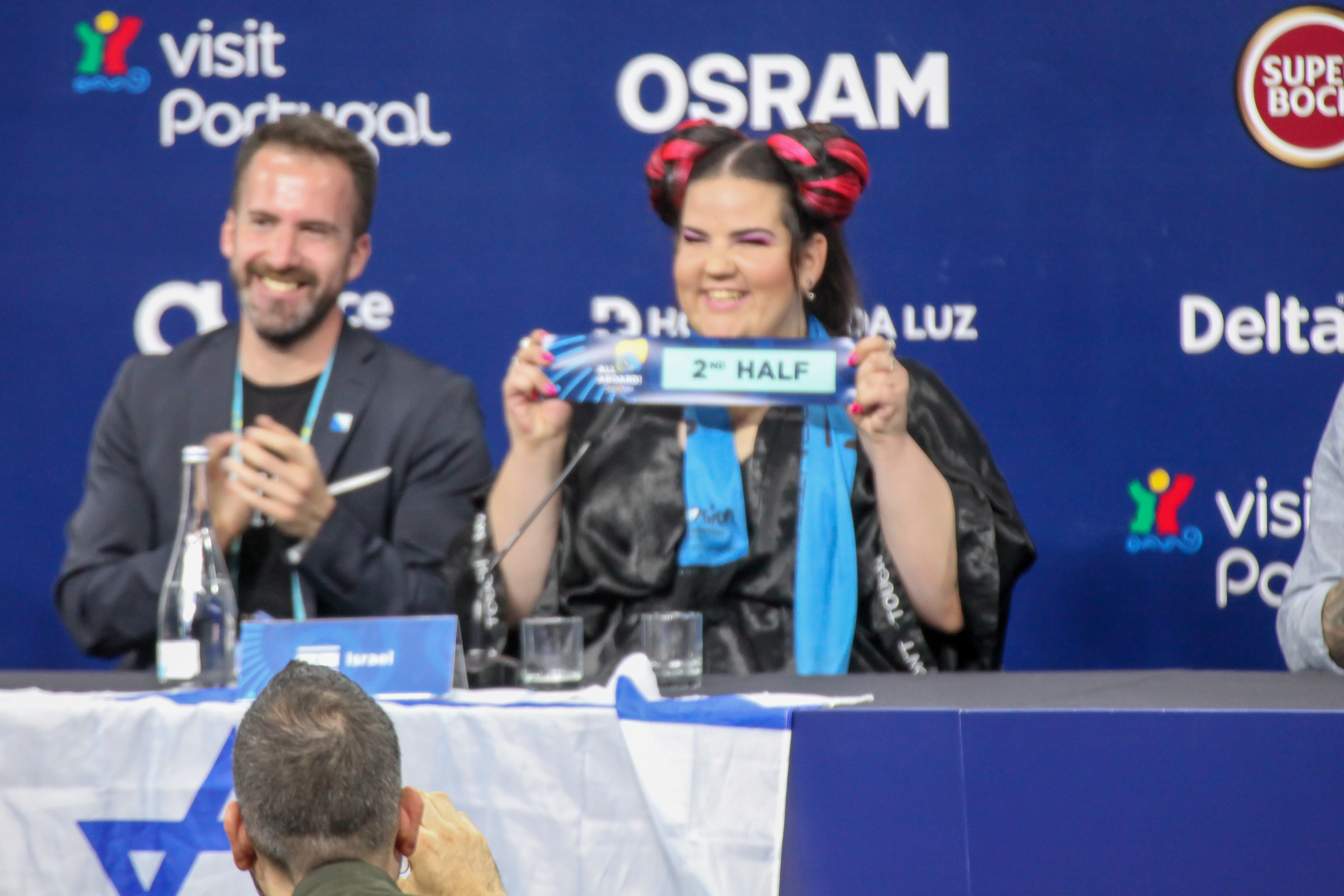
Az első elődöntő utáni sajtótájékoztatón
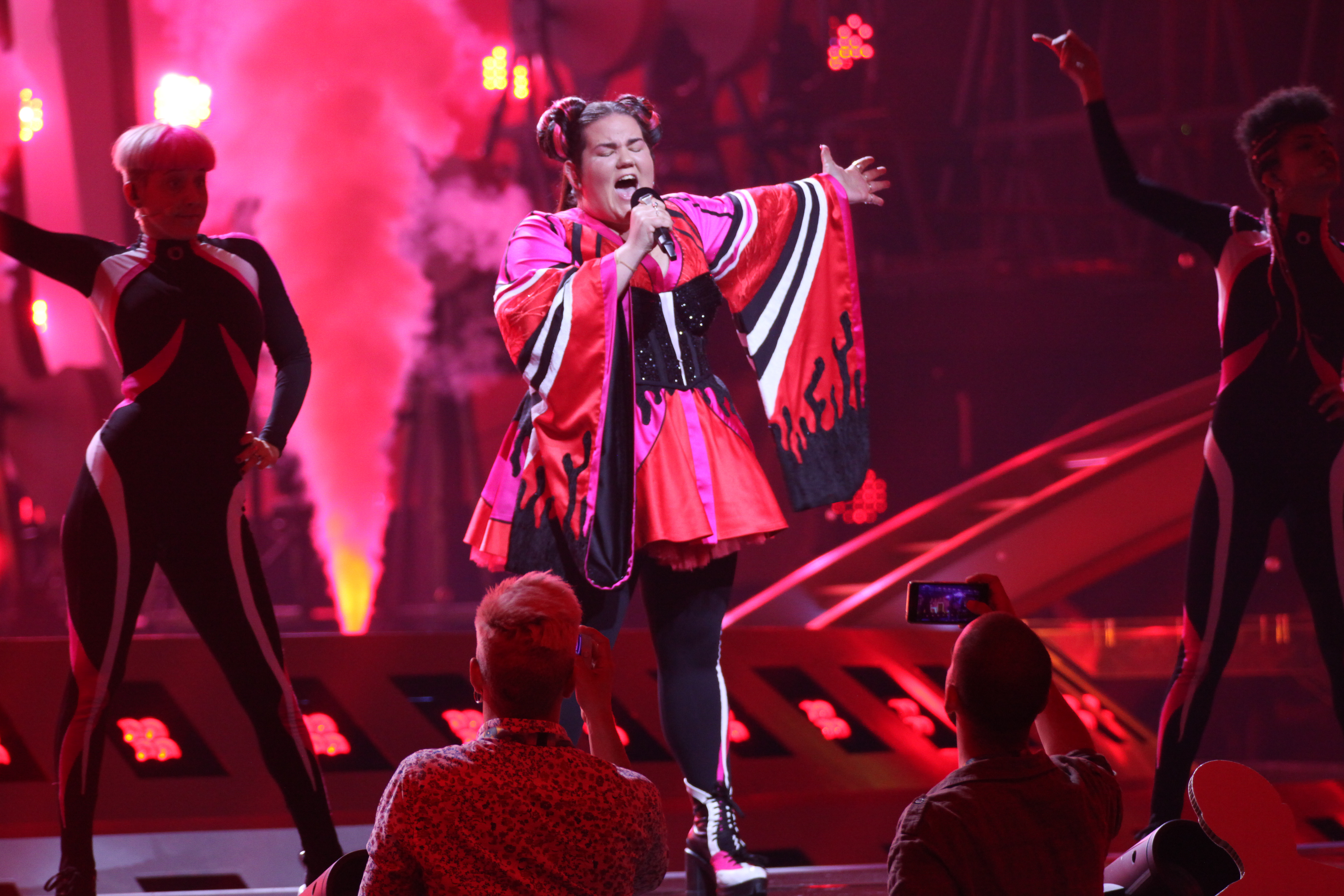
Az döntő főpróbáján
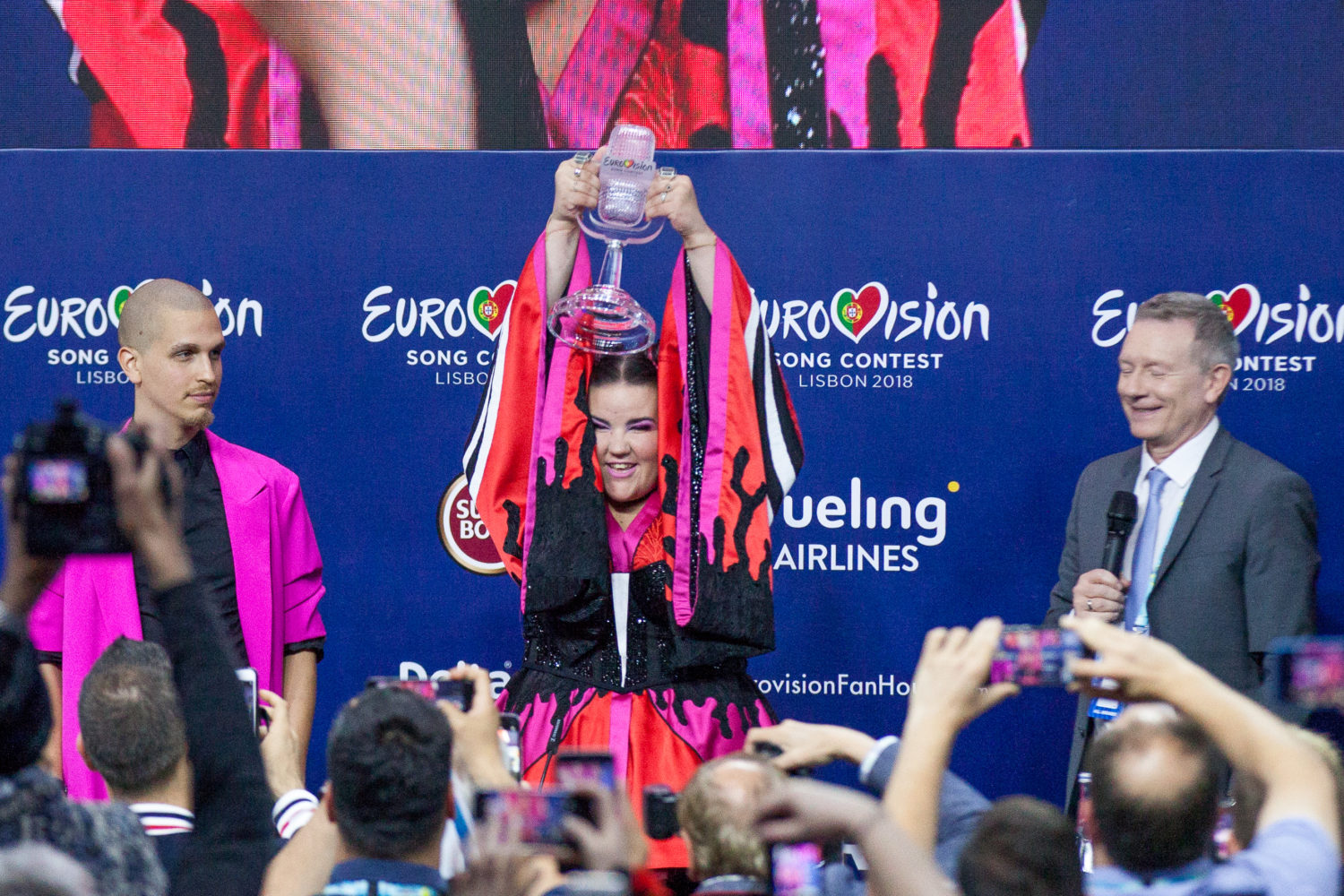
A döntő utáni sajtótájékoztatón
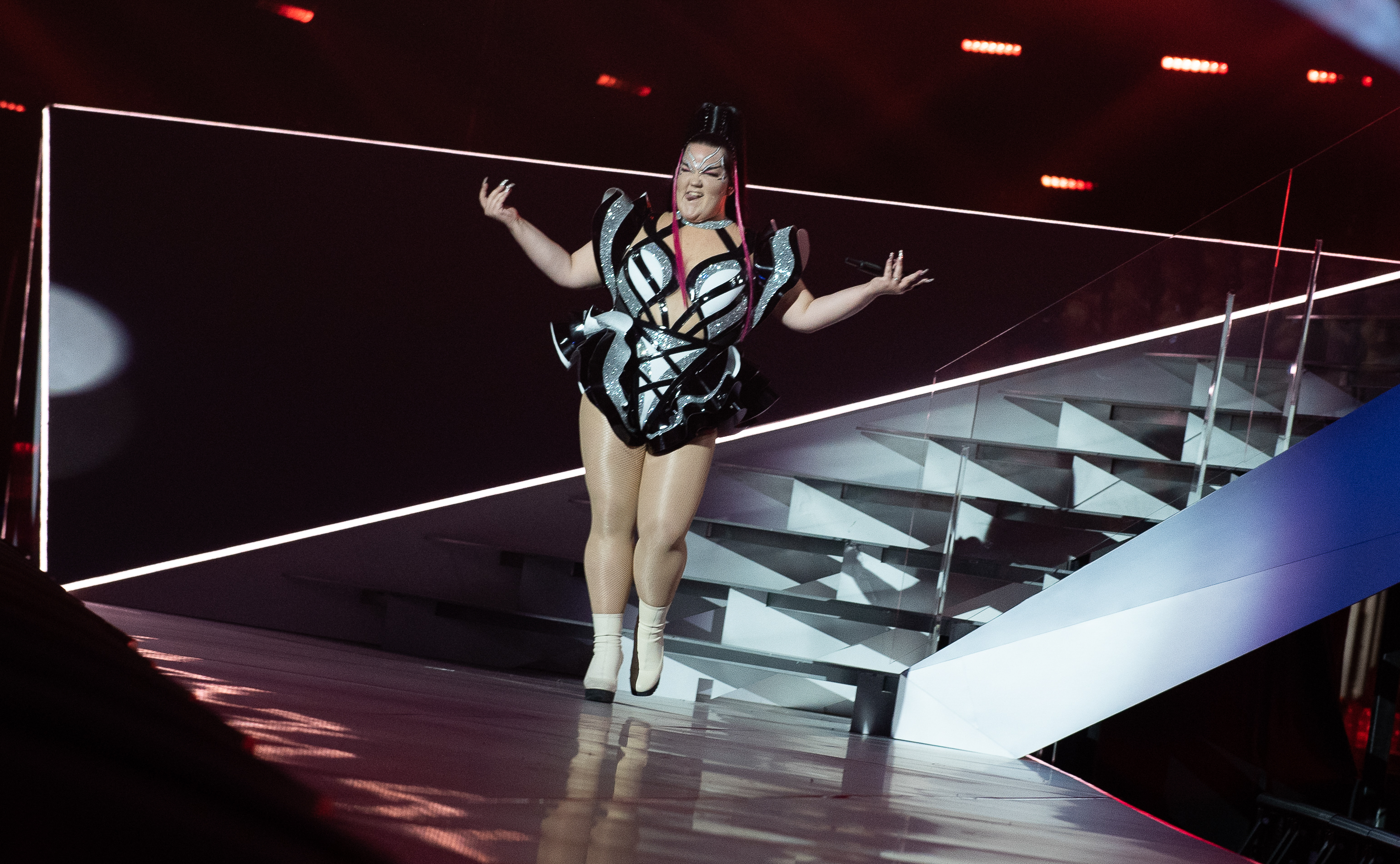
A 2019-es Eurovízión

## A dal története
A dal szövege nagyrészt angol nyelvű, kivéve egy héber mondatot: אני לא בובה (ani lo buba, magyarul: nem vagyok baba) és egy szleng kifejezést: סטפה (stefa, jelentése: egy halom bankjegy). A japán baka szó (バ カ, hülye) szintén többször előfordul, illetve az egyik leghíresebb Pokémon karakter, Pikachu is szerepel egyszer.

## Dalszöveg
| I'm not your toy (Not your toy) You stupid boy (Stupid boy) I'll take you down now, make you watch We're dancing with my dolls on the MadaBaka Beat Not your toy – A dal refrénje | Nem vagyok a játékszered (Nem a te játékszered) Te ostoba fiú (ostoba fiú) Most elveszlek, Arra késztetlek hogy figyelj A babáimmal a MadaBaka Beat ütemre táncolunk Nem a te játékszered – A dal refrénje magyarul |

## Szerzői jogdíjkövetelés és plágiumvád
2018. július 3-án Guy Pines izraeli újságíró arról számolt be, hogy az Universal Music Group jogorvoslati kérelmet nyújthat be, mert a Toy című dal a ritmusában és a harmóniájában hasonlóságokat mutat a The White Stripes Seven Nation Army című dalával. A Universal értesítette a dalszerzőket, Doron Medaliet és Stav Begert, a szerzői jog megsértéséről. 2019 februárjában az izraeli zeneszerzők megállapodtak abban, hogy John Anthony White a The White Stripes-dal írója kerüljön fel a Toy szerzői közé és kapjon részesedést a jogdíjakból. Medalie és Berger értesülések szerint beleegyezett, hogy a dal elosztási jogait bizonyos területeken átadja a Universalnak, ami potenciálisan még nagyobb közönséghez juttathatja el így a dalt.